# شبه‌جزیره کاولون

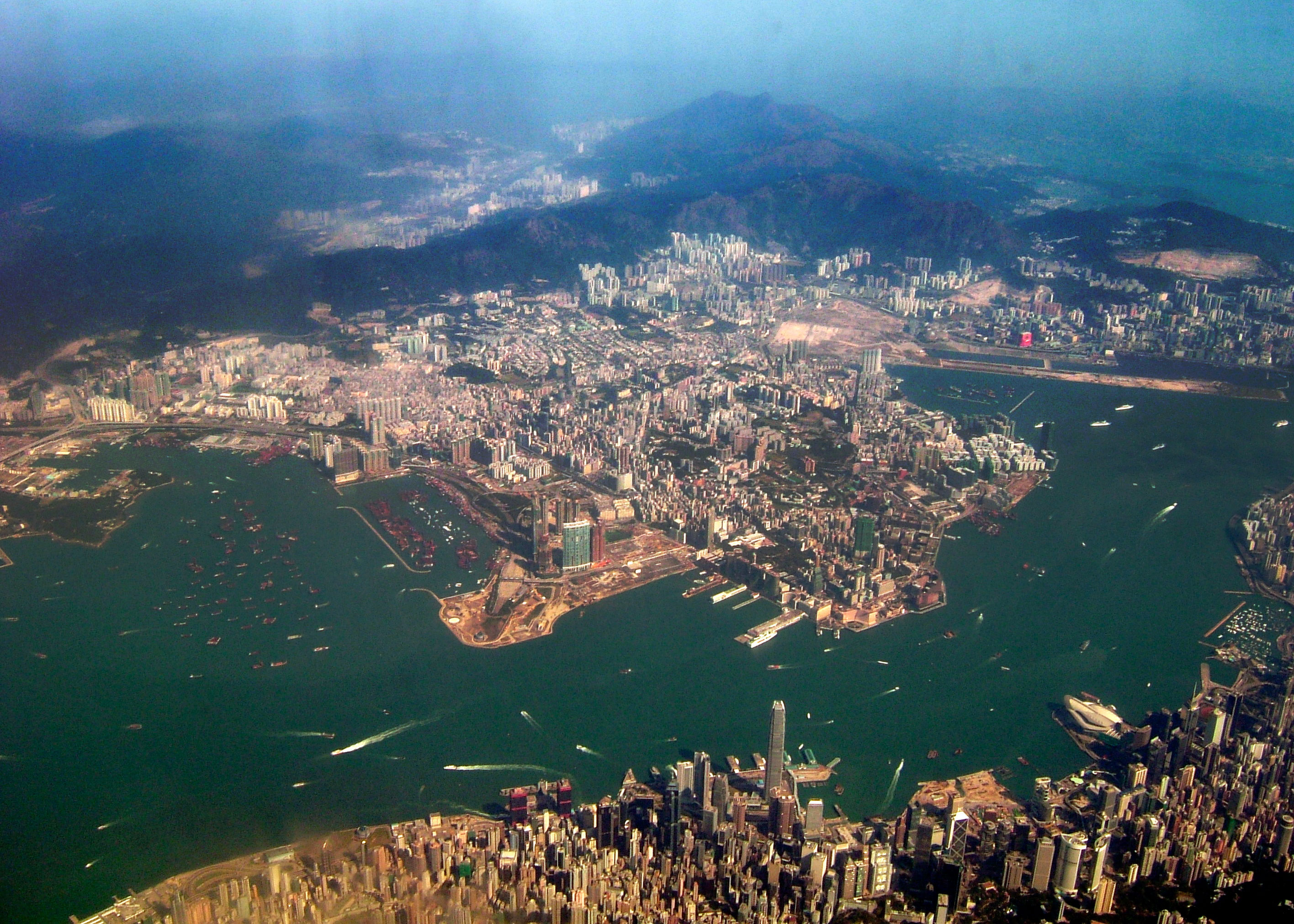
نمای هوایی از شبه‌جزیره کاولون

شبه‌جزیره کاولون (انگلیسی: Kowloon Peninsula) شبه‌جزیره‌ای است که قسمت جنوبی خشکی اصلی در قلمرو هنگ کنگ را تشکیل می‌دهد. شبه‌جزیره کاولون در کنار و امتداد بندر ویکتوریا و رو به سوی جزیره هنگ کنگ قرار دارد.
شبه‌جزیره کاولون و منطقه کاولون نو را جمعاً کاولون می‌نامند.
از نظر جغرافیایی، اصطلاح «شبه‌جزیره کاولون» همچنین ممکن است به منطقه واقع در جنوب رشته‌کوه‌های بیکن هیل، لاین راک، تیتس کرن، قله کاولون و غیره گفته شود. شبه‌جزیره کاولون پنج منطقه از هجده منطقه هنگ کنگ را پوشش می‌دهد. خلیج کاولون در شمال شرقی شبه جزیره واقع شده‌است.